# Karl Xaver Regent
Karl Xaver Regent (auch Karl Regent bzw. Carolus Regent; *  2. Juli 1689 in Frankenstein, Herzogtum Münsterberg; † 20. April 1752 in Mariaschein, Leitmeritzer Kreis) war ein aus Schlesien stammender Jesuit.

## Leben
Regent trat 1708 in den Jesuitenorden ein. Er wirkte zunächst als Lehrer und anschließend über mehrere Jahre als Rektor verschiedener Jesuitenkollegien. Danach betätigte er sich in Schlesien, Böhmen und Mähren als Missionar. Insbesondere war ihm die Zurückdrängung der auf Kaspar Schwenckfeld zurückgehenden Glaubensgemeinschaft ein Anliegen. Dieses verfolgte er auch in seiner schriftstellerischen Arbeit. 
Regent wurde in späteren Jahren an die Höfe von Österreich, Polen und Preußen geschickt, um für den katholischen Glauben einzutreten. Am Preußischen Hof wurde er zum Mitbeschützer und Beförderer der katholischen Kirche in Berlin ernannt.

## Werke (Auswahl)
- Exempel der Schlesier oder Vorstellung der vornehmsten Tugenden St. Hedwigis, Neiße 1723.
- Neo Conversus Catholicus praeclara instructio ritu catholico vivendi et moriendi, Neiße 1723.
- Christliche Ablehnung der Hauptunwahrheiten, welche die Schwenkfelder in einer Schrift, sogenannt Glaubensbekenntniss der neu bekehrten Katholischen, höchst sträftlich und vermessentlich aufgesetzet haben, Neiße 1724.
- Unpartheyische Nachricht Von der in Laußnitz überhandnehmenden, und hieraus in die benachbarte Länder, insonderheit in Schlesien einreissenden Neuen Sect der so genannten Schefferianer und Zinzendorffianer, Breslau 1729.